# Estación Chascomús
Chascomús fue una estación ferroviaria ubicada en la ciudad homónima, en el partido de Chascomús, Provincia de Buenos Aires, Argentina.

## Servicios
Fue una estación intermedia del servicio diésel de larga distancia que prestaba la empresa Ferrobaires entre la estación Constitución de la ciudad de Buenos Aires con Mar del Plata. Desde el 19 de diciembre de 2014 opera el nuevo tren a Mar del Plata y el tren de Plaza Constitución-Chascomús en la Terminal FerroAutomotora de Chascomús y todos los demás servicios se trasladaron a la misma. Por tal motivo esta estación fue desafectada de todo servicio.

## Ubicación
Está ubicada a 113 kilómetros de la estación Constitución, en el centro de la ciudad de Chascomús, con acceso por calle Belgrano.

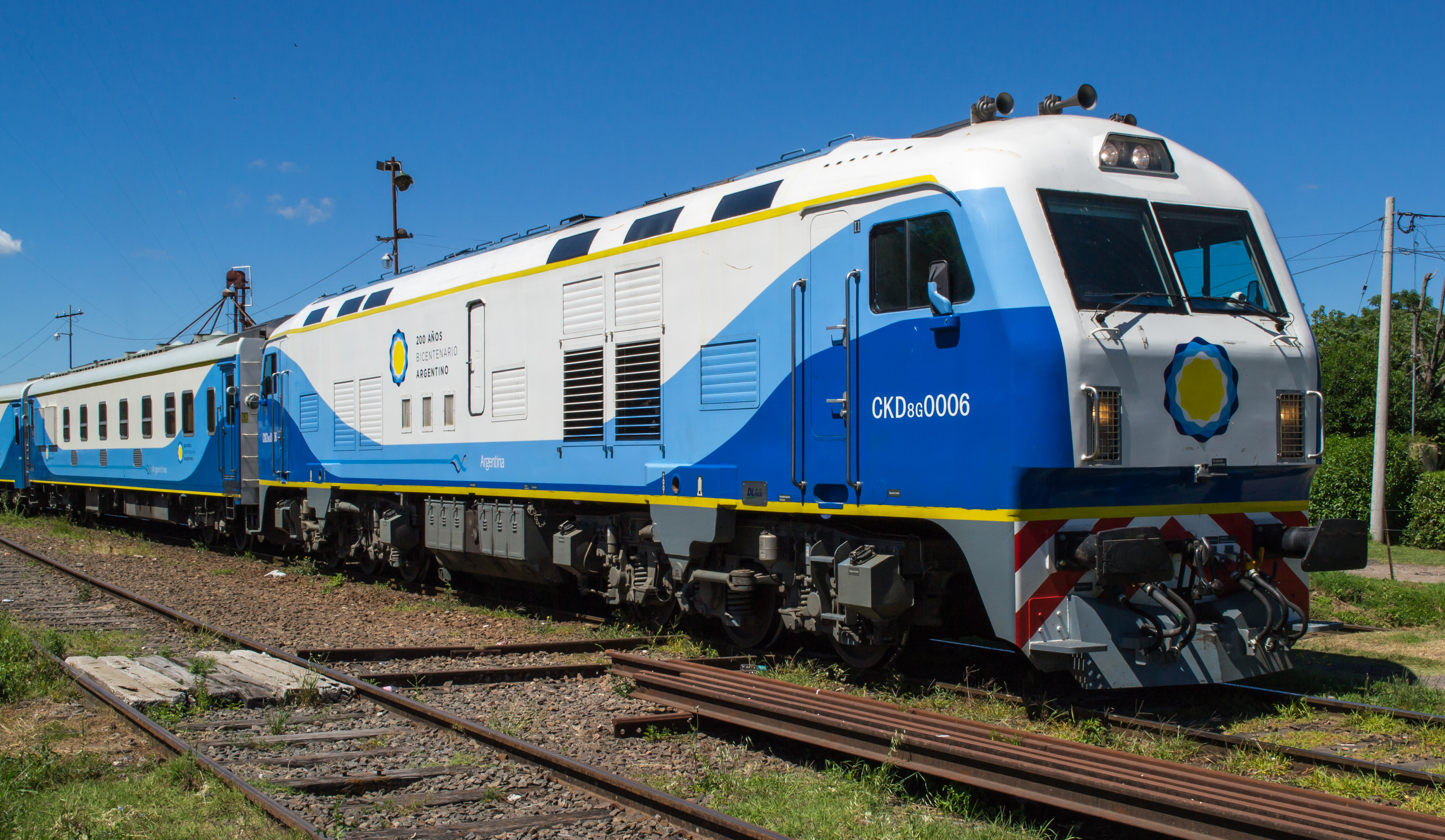
Servicios diferenciales en la estación días antes de desafectar de servicio esta estación

## Véase también

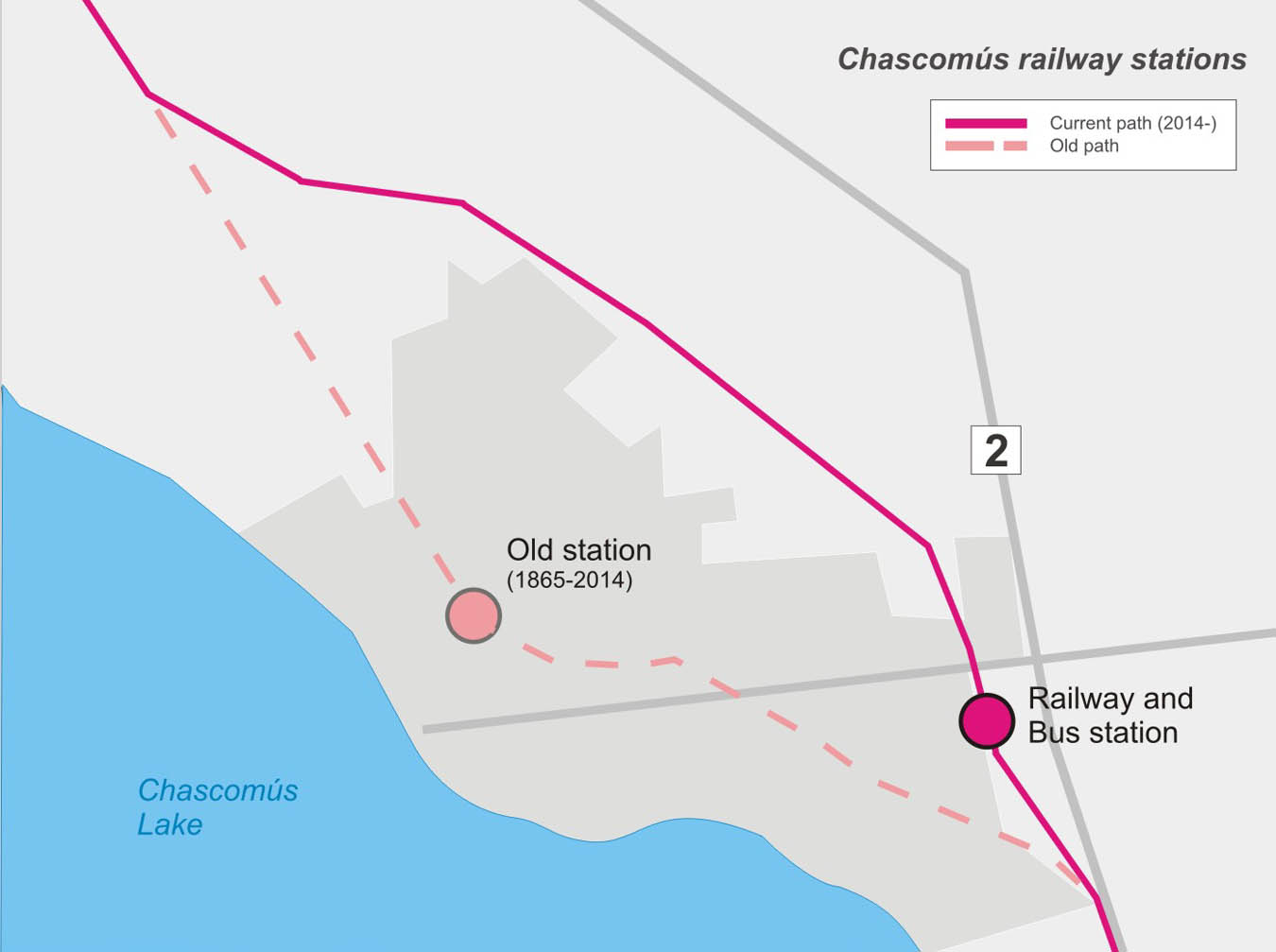
Chascomus railw stations